# Азізбек Тургунбоєв
Азізбек Тургунбоєв (узб. Azizbek Turg'unboev, нар. 1 жовтня 1994, Наманган) — узбецький футболіст, півзахисник клубу «Пахтакор».
Виступав, зокрема, за клуб «Навбахор», а також національну збірну Узбекистану.
Триразовий чемпіон Узбекистану.

## Клубна кар'єра
У дорослому футболі дебютував 2015 року виступами за команду «Навбахор», в якій провів п'ять сезонів, взявши участь у 108 матчах чемпіонату. Більшість часу, проведеного у складі «Навбахора», був основним гравцем команди.
До складу клубу «Пахтакор» приєднався 2021 року. Станом на 28 грудня 2023 року відіграв за ташкентську команду 75 матчів в національному чемпіонаті.

## Виступи за збірні
У 2018 році залучався до складу молодіжної збірної Узбекистану. На молодіжному рівні зіграв у 2 офіційних матчах.
Того ж року дебютував в офіційних матчах у складі національної збірної Узбекистану.
У складі збірної — учасник кубка Азії з футболу 2023 року у Катарі.
| Дата       | Місто   | Господарі | Результат             | Гості      | Турнір                       | Голи | Примітки |
| ---------- | ------- | --------- | --------------------- | ---------- | ---------------------------- | ---- | -------- |
| 17-01-2019 | Аль-Айн | Японія    | 2 – 1                 | Узбекистан | Кубок Азії 2019 - 1-й етап   | -    | 65'      |
| 21-01-2019 | Аль-Айн | Австралія | 0 – 0 д.ч. (4-2 п.п.) | Узбекистан | Кубок Азії 2019 - 1/8 фіналу | -    | 107'     |
| Усього     |         | Матчів    | 2                     |            | Голів                        | 0    |          |

## Титули і досягнення
- Чемпіон Узбекистану (3):

«Пахтакор»: 2021, 2022, 2023